# Forelius tucumanus
Forelius tucumanus är en myrart som först beskrevs av Kusnezov 1953.  Forelius tucumanus ingår i släktet Forelius och familjen myror. Inga underarter finns listade i Catalogue of Life.